# Карбатоли
Карбатоли (рос. карбатолы, англ. carbatoles, нім. Karbatole pl) — промислові рідкі водовмісні вибухові речовини, до складу яких входить карбамід. Уперше розроб-лені в СРСР в 70-х рр.

## Застосування
Застосовуються К. для вибухової відбійки свердловинними зарядами міцних і дуже міцних порід на відкритих розробках. Завдяки хорошій рухливості і високій густині К. забезпечують повне заповнення зарядного об'єму і концентрацію енергії в заряді в 1,5-2,0 рази більшу, ніж ґранульовані ВР. Детонують від шашок-детонаторів з високою швидкістю. Загущені і структуровані К. здатні зберігатися у воді дек. діб без зниження детонаційної здатності і потужності. Завдяки хорошій текучості і порівняно низькій т-рі кристалізації і твердіння К. зручні для застосування при мінусових т-рах.

## Приготування і заряджання
Компоненти К. готують на спеціалізов. стаціонарній установці гірн. підприємства, заряджають у свердловини за допомогою змішувально-зарядної машини.
Рідку фазу і тверді компоненти завантажують спільно в сухі і осушені свердловини, де й перемішують. При заряджанні обводнених свердловин рідку фазу К. заздале-гідь загущують і після сполучення з твердою фазою структурують. К. виготовляють у змішувачі зарядної машини і нагнітають під стовп води в свердловину (в осн. шламовим насосом). При висадженні міцних обводнених г.п. К. на 20-25 % ефективніші від алюмотолу та ґранулотолу.